# Daniel Mancilla
Daniel Mancilla Durán (Sucre, Bolivia; 17 de febrero de 1991) es un futbolista boliviano. Juega como defensa y su equipo actual es el Nacional Potosí de la Primera División de Bolivia.

## Clubes
| Club                   | País    | Año           |
| ---------------------- | ------- | ------------- |
| La Paz F. C.           | Bolivia | 2011 - 2013   |
| Real Potosí            | Bolivia | 2013 - 2015   |
| Universitario de Sucre | Bolivia | 2015 - 2016   |
| Jorge Wilstermann      | Bolivia | 2016 - 2017   |
| Oriente Petrolero      | Bolivia | 2018          |
| Nacional Potosí        | Bolivia | 2019-2020     |
| The Strongest          | Bolivia | 2021          |
| Nacional Potosí        | Bolivia | 2021-presente |